# Maria Teixidor i Jufresa
Maria Teixidor i Jufresa (Barcelona, 8 d'octubre de 1975) és una empresària i advocada catalana. Ha desenvolupat gran part de la seva carrera a l'àmbit de l'assessorament per a les empreses culturals, les fundacions, les associacions i les start-ups tecnològiques. És la primera dona a la història del FC Barcelona que ha ocupat el càrrec de secretària de la junta directiva i una de les tretze dones a la història del Club que han pogut atènyer la cúpula directiva.